# Engineering, Procurement and Construction
EPC é uma sigla para "Engineering, procurement and construction" (Engenharia, Gestão de Compras e Construção), um tipo de contrato compreendendo em um só  instrumento o projeto, a construção, a compra de equipamentos e a montagem para uma determinada obra. Este tipo de contrato compreende um conjunto completo de obrigações do contratado, desde o projeto até a supervisão da montagem, passando pelas obras civis, mecânicas, elétricas, e incluindo a procura e compra dos equipamentos necessários. Daí alguns chamarem tal tipo contratual como “Turn Key”, expressão do direito norte americano, significando que o contratado deve entregar a obra totalmente pronta, para o contratante poder tão simplesmente ligar a chave do empreendimento.